# Andrzej Urny
Andrzej Franciszek Urny (ur. 30 listopada 1957 w Kochłowicach, obecnie część Rudy Śląskiej, zm. 18 listopada 2021) – polski gitarzysta blues-rockowy i rockowy, kompozytor, aranżer, producent muzyczny.

## Życiorys
Zaczynał grać w klubie studenckim Kwadraty w domu Studenta Akademii Ekonomicznej w Katowicach, w dzielnicy Katowic Ligota (1978–1979). Pod koniec lat 70. grał z Janem Janowskim w bluesowej grupie Irjan. Na początku lat 80. był gitarzystą zespołu Dżem (1980–1981) z którym nagrał przeboje Paw i Whisky (pierwszego z nich jest współkompozytorem). Następnie współpracował z grupą Krzak (1981–1982). W latach 80 XX w. i 90. występował i nagrywał z zespołem Perfect (1982–1983, 1987, 1993–1994). Następnie grał i tworzył muzykę w zespołach: Svora (1984), Woo Boo Doo (1984–1985), Young Power (1986–1987), Chuligani (1987–1989), Czarne Komety z Południa (1992–1993), Kyks-Urny-Kawa-Skolik (2001) i Okitoki (2002). Współpracował z wieloma wykonawcami, m.in. z Urszulą Sipińską, Martyną Jakubowicz, Włodzimierzem Kiniorskim, czy z Józefem Skrzekiem.

## Dyskografia

### Albumy
Z Urszulą Sipińską:
- W podróży (1981)

Z zespołem Dżem:
- Paw / Whisky (1981)
- Urodziny (1989)
- The Singles (1992)
- 14 urodziny (1993)

Z Perfect:
- Live (1982)
- UNU (1982)
- Live April 1’1987 (1987)
- Katowice Spodek Live ’94 (1994)

Z zespołem Krzak:
- Kawa Blues / Drzewo Oliwne / Ściepka / Kansas (1981)
- Paczka (1983)

Sesja I Ching:
- I Ching – gitary w utworze tytułowym I Ching (1984)

Z zespołem Young Power:
- Young Power (1987)
- Nam Myo Ho Renge Kyo (1989)
- Man of Tra (1989)

Z zespołem Pick Up Formation:
- Zakaz fotografowania (1985)
- To nie jest jazz (1989)

Z zespołem Woo Boo Doo:
- Ja mam fijoła / Znowu nic (1985)

Z Martyną Jakubowicz:
- Wschodnia wioska (1988)

Z zespołem Czarne Komety z Południa:
- Roman Wojciechowski & Czarne Komety z Południa (1993)[6]

Z zespołem Universe:
- Ciągle szukam drogi (1993)

David Lamar & Chuligani:
- Live in Taj Mahal (1999) – E-media, nakład 500 egz.

Inne:
- 40 urodziny live 1997 (edycja autorska, 1997)